# Kuat Amirtajew
Kuat Amanżołuły Amirtajew (kaz. Қуат Аманжолұлы Амиртаев; ur. 4 lutego 1994) – kazachski zapaśnik walczący w stylu wolnym. Zajął dwudzieste miejsce na mistrzostwach świata w 2018. 
Drugi na MŚ U-23 w 2017 roku. 